# Zuidooster

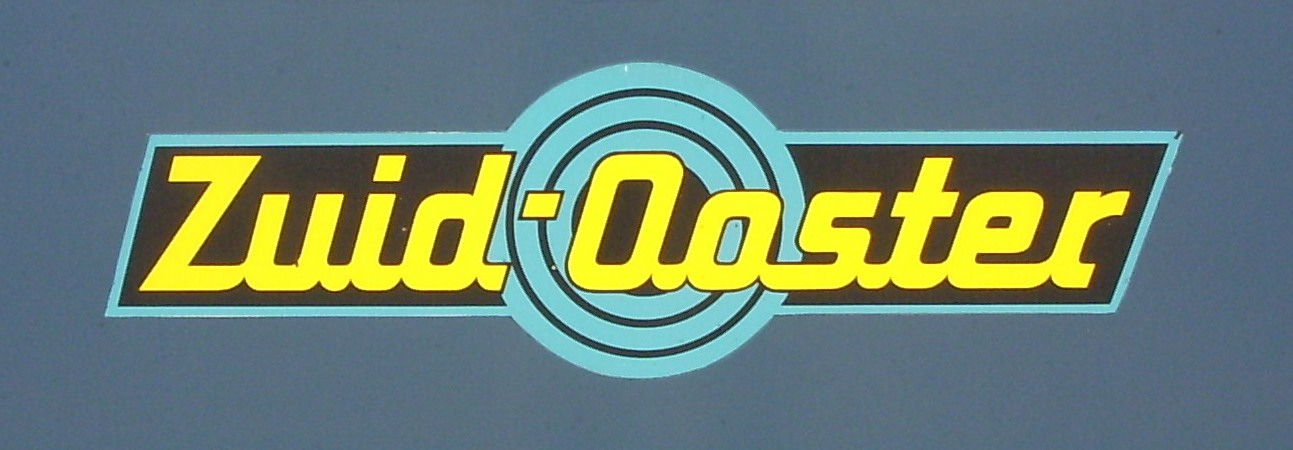
Logo tot 1969

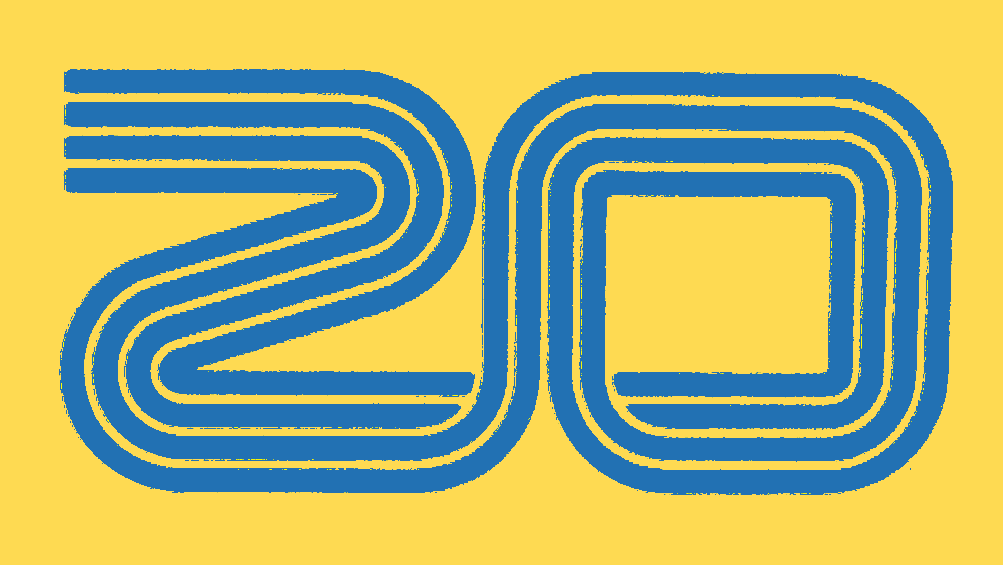
Logo vanaf 1969

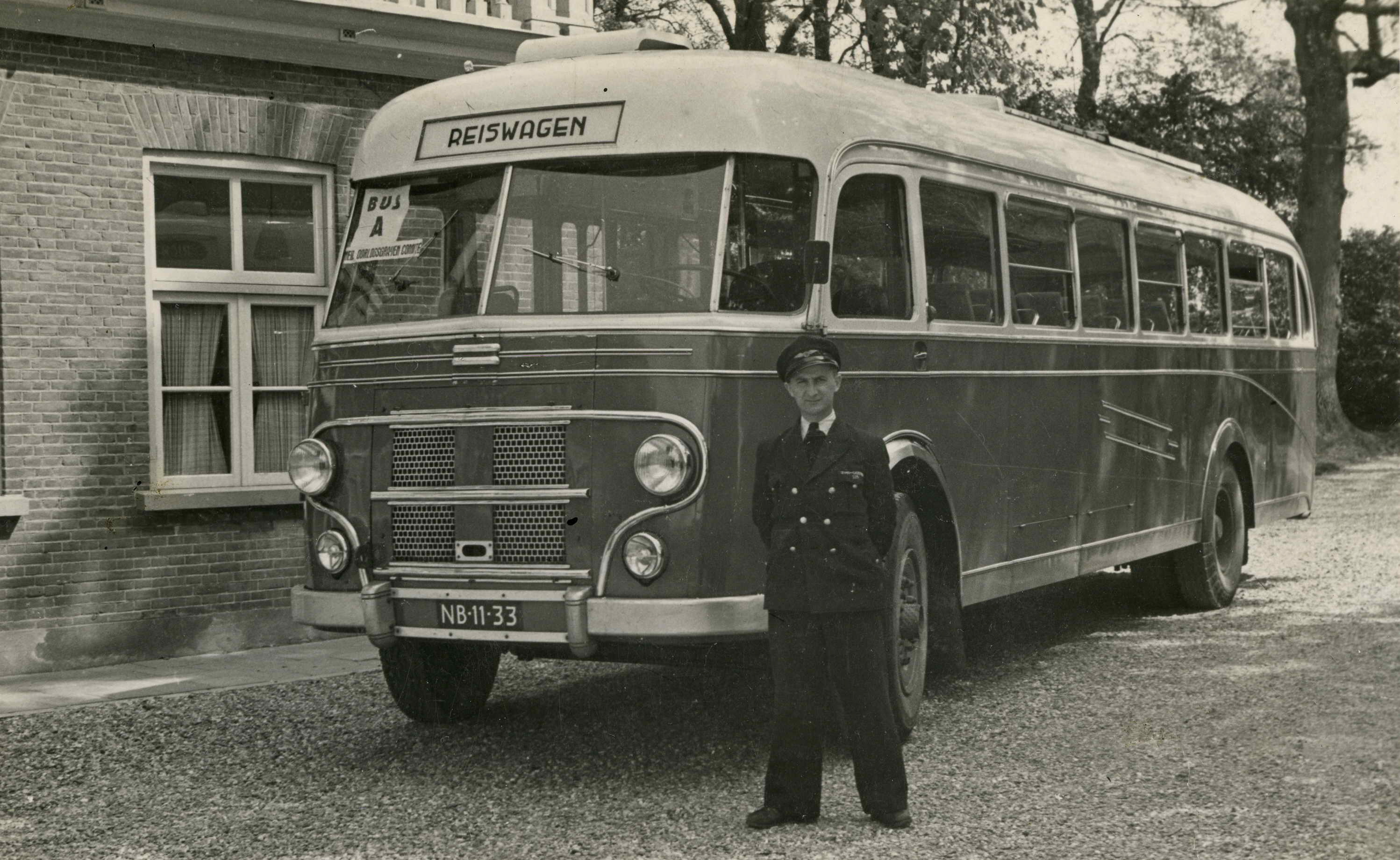
Crossley-bus in de jaren vijftig

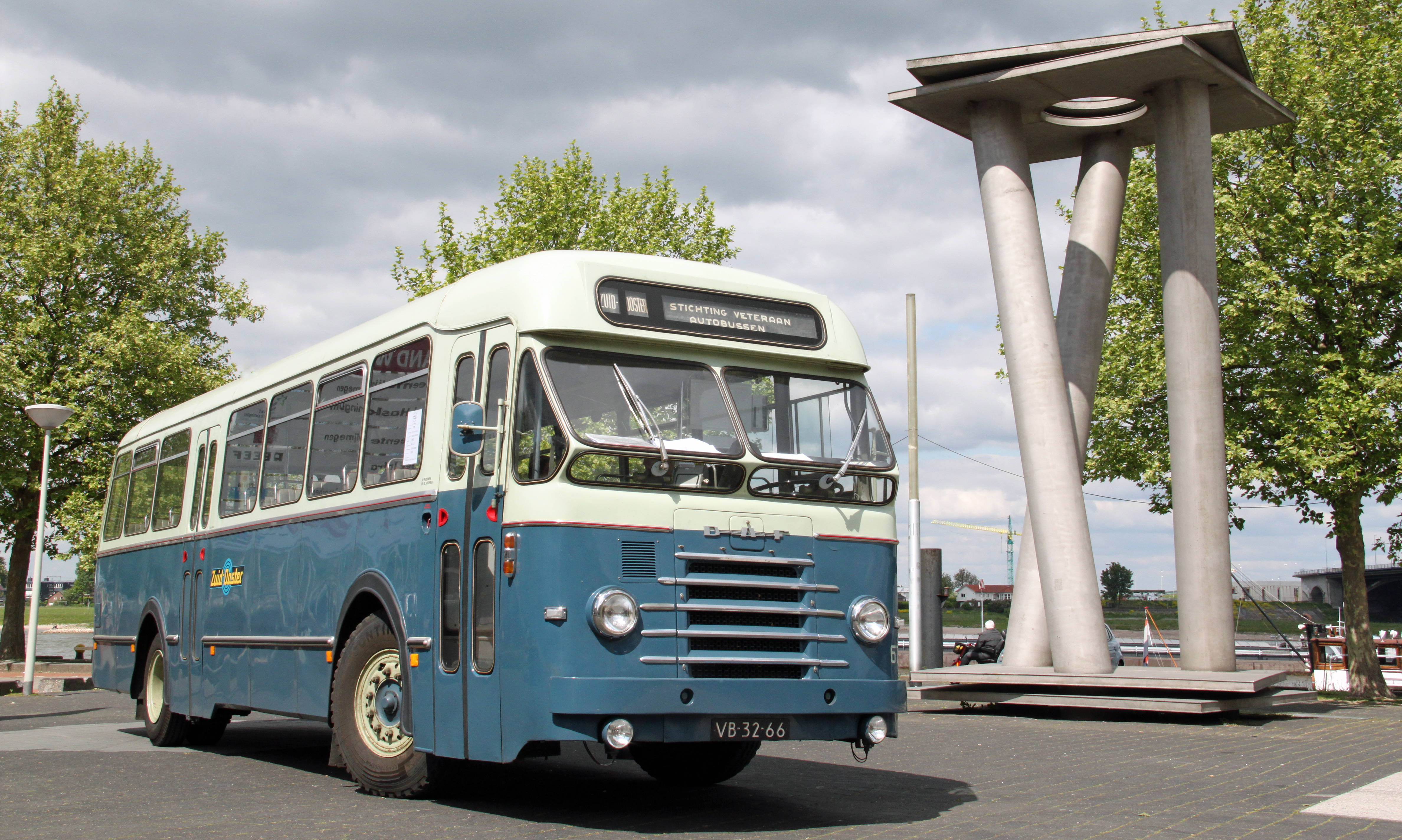
DAF/Den Oudsten-bus van de Zuidooster uit 1962, thans museumbus van de Stichting Veteraan Autobussen.

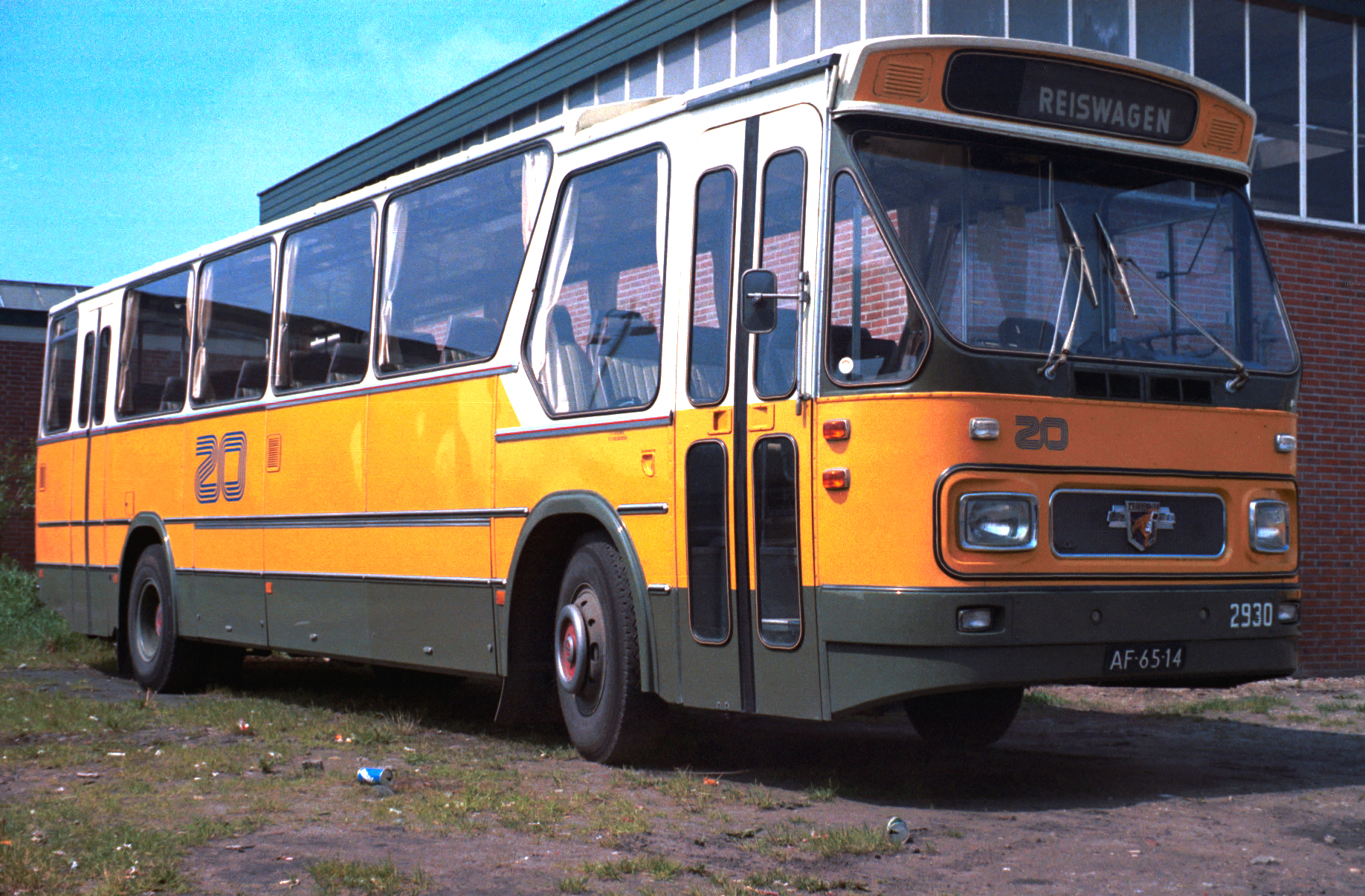
Leyland/Den Oudsten semi-touringcar van de Zuidooster

Zuidooster (volledig: Zuidooster Autobusdiensten NV, tot eind jaren zestig geschreven als Zuid-Ooster) is een voormalig openbaarvervoerbedrijf te Gennep, dat opgericht werd in 1949 als dochteronderneming van de Nederlandse Spoorwegen en actief was als autobusonderneming in het zuidoosten van Nederland.

## Oprichting
Zuidooster is op 1 januari 1949 ontstaan uit een fusie tussen Maas-Buurtspoorweg (MBS) te Gennep en Vitesse te 's-Hertogenbosch (oorspronkelijk te Moergestel). Vitesse was reeds een dochterbedrijf van de Algemeene Transport Onderneming (ATO), de busholding van de Nederlandse Spoorwegen. MBS was aangekocht door de NS zelf. Het nieuwe bedrijf Zuidooster werd een 100% dochteronderneming van de NS. Reeds tijdens de Tweede Wereldoorlog waren er plannen voor een fusie. Mede omdat men de opkomst van het provinciale busbedrijf Brabantsche Buurtspoorwegen en Autodiensten (BBA) te Breda als een bedreiging zag, werd in 1947 besloten de bedrijven te laten fuseren. Vitesse exploiteerde voor de overname van ATO lijnen in de driehoek Eindhoven - 's-Hertogenbosch - Tilburg. Met de aankoop van Van de Rijdt door ATO kwamen lijnen van Nijmegen via Grave naar bestemmingen in Noord-Brabant erbij. Nieuwe aankopen van ATO werden ook bij Vitesse ondergebracht, zodat Vitesse lijndiensten onderhield in grote delen van Noord-Brabant. Het voormalige trambedrijf MBS was actief op de lijn Venlo-Nijmegen en in de gebieden rond Venlo en Nijmegen, waaronder stadsdiensten in beide steden. Het nieuwe hoofdkantoor kwam in Gennep, waar het oude kantoor van MBS werd verbouwd.

## Groei van het vervoersgebied
In 1950 werd samen met de Krefelder Verkehr AG de grensoverschrijdende lijn Venlo - Kaldenkerken geopend. In 1952 verloor Zuidooster de vergunning voor stadsvervoer in Nijmegen aan het gemeentelijk vervoerbedrijf Gemeente Tram Nijmegen (GTN), dat tot 1958 nog wel Zuidooster bussen met personeel huurde. In 1953 raakte Zuidooster ook de lijn Venlo - Tegelen - Steyl kwijt aan Nedam's Autobus Onderneming (NAO) te Roermond en de lijn Breda - Tilburg aan BBA. In ruil hiervoor werd de lijn Uden - Oss door BBA gezamenlijk met Zuidooster geëxploiteerd. In 1955 kocht Zuidooster de lijnen Oss - Macharen - Megen en Oss - Berghem - Haren - Megen van het vervoerbedrijf M. Weijenburg en in 1960 werd de lijn Oss - Lith - Maren gekocht van C.W. Ruys. In 1966 nam Zuidooster de lijn 's-Hertogenbosch - Lith - Oss over van de firma Smits te Lith en zette Zuidooster een stadsdienst in Oss op. In 1971 nam Zuidooster de BSM te Tiel over van zusterbedrijf NBM en daarmee werd de Betuwe toegevoegd aan het vervoergebied van Zuidooster.
Zoals alle dochterbedrijven van de NS kocht ook Zuidooster haar bussen centraal in. Het ging hierbij om onder meer vele Crossley-bussen die voor een deel nog door MBS en Vitesse waren ingebracht. Midden jaren 50 werd eerst een kleine serie AEC / Den Oudsten lijndienstbussen in dienst gesteld, in 1958-67 gevolgd door 111 Leyland "A-roads", opgebouwd door vooral Werkspoor (zg. "bolramer-streekbussen") en Verheul. Beide busbouwers hadden, evenals Hainje en Den Oudsten, ook een aantal exemplaren als "semi-toerbus" uitgevoerd. Op de minder drukke lijnen kwamen kleinere DAF / Den Oudsten bussen te rijden.
Zuidooster was ook actief in het touringcarvervoer en had daartoe in 1962 een eigen reisbureau Mosa opgericht, waarin ook de overgenomen toervervoerder Jan van Dijk te 's-Hertogenbosch werd geïntegreerd. Al snel leverde deze tak van de onderneming een stevige bijdrage aan het bedrijfsresultaat, maar toen dit begon terug te lopen werd Mosa, ook op grond van de beleidslijnen binnen het NS-concern, in 1979 afgestoten aan de Oad in Holten.

## Nieuwe huisstijl
Bij oprichting werd de huisstijl van Zuidooster blauw. De naam van het bedrijf stond op alle bussen, geschreven als Zuid-Ooster. In 1969 veranderde Zuidooster zijn huisstijl naar geel, met witte daken en grijze schortplaten en werd het nieuwe logo gepresenteerd en op de bussen geplaatst. De naam werd voortaan officieel als Zuidooster aangeduid, maar het logo toonde alleen de letters ZO.
Zuidooster stapte over op de nieuwe standaardstreekbus. De eerste bussen waren van het type Leyland-Verheul LVB668, maar na de sluiting van de Verheul-fabriek gingen de NS-dochters vooral in zee met de bussenbouwer Den Oudsten, die hiervoor eerst met Leyland samenwerkte en later alleen de DAF MB200 opbouwde.

## Stadsdiensten in Eindhoven, Nijmegen en Venray
In Eindhoven werden in de jaren zestig gesprekken aangeknoopt met vervoerder NV De City. Deze wilde echter niet verkopen. Door teruglopende resultaten werden de gesprekken in augustus 1971 opnieuw opgestart. Samen met BBA, streekvervoerder EMA en de gemeente Eindhoven werd een nieuw bedrijf opgericht, NV Openbaar Vervoer Eindhoven (OVE). De garage en het materieel werden door deze nieuwe eigenaar beschikbaar gesteld aan Zuidooster, die op 1 januari begon met de voorlopige exploitatie van de stadsdienst omdat alle vervoerders nog onderhandelden over wie welke lijnen gaat rijden. Door een brand in de garage op 8 mei 1972 brandden 31 van de 51 bussen van het voormalige bedrijf De City uit en sneuvelde ook een Zuidooster-bus. Zuidooster plaatste een spoedbestelling van twintig stadsbussen bij Den Oudsten, die twee maanden later al geleverd werden.
In Nijmegen exploiteerde Zuidooster in het begin van de jaren zeventig opnieuw enkele lijnen van het stadslijnennetwerk van de toenmalige Centrale Vervoers Dienst CVD. De bussen droegen de CVD-kleuren. In 1975 besloot de gemeente Nijmegen het stadsvervoer in de stad toch weer zelf te regelen en de Zuidooster-bussen verdwenen weer van de Nijmeegse stadsdienst.
In Venray nam Zuidooster de stadsdienst van busonderneming Van Ham over. Zuidooster trok zijn bestaande streeklijnen in het gebied door naar de buitenwijken om de stadsdienst te realiseren.

## Samenwerking en lijnenruil met BBA
In 1977 gingen Zuidooster en BBA samenwerken. Voor technische activiteiten en stalling in Eindhoven mocht de BBA gebruikmaken van de beter uitgeruste Zuidoosterwerkplaats. Omgekeerd mochten Zuidoosterbussen in Tilburg gebruikmaken van de werkplaats van de BBA. Er werd kort een fusie tussen beide bedrijven overwogen, maar dit werd afgeblazen. In plaats daarvan besloot men tot een lijnenruil om elkaars vervoergebied af te bakenen. Per 1 oktober 1978 wisselden enkele lijnen van eigenaar.
Zuidooster stond de lijnen in de driehoek 's-Hertogenbosch / Eindhoven / Tilburg en de stadsdienst Oss af aan de BBA en kreeg daarvoor in de plaats de lijnen in het vierkant 's-Hertogenbosch / Eindhoven / Helmond / Oss met de stadsdienst Helmond. Hierdoor werd de lijn Eindhoven - Veghel - Uden - Oss de grens tussen de beide vervoergebieden. Zuidooster exploiteerde nu de gehele stadsdienst van Eindhoven in opdracht van OVE.

## Verdere uitbreiding
In 1980 nam Zuidooster de lijndienst tussen Millingen aan de Rijn en Nijmegen over van Egberts' Zonen BV. In mei 1982 werd de stadsdienst in Zaltbommel overgenomen van Lion Cars (opgericht als Van Leeuwen). Zuidooster integreerde de stadslijn met streeklijn 48, Tiel - Zaltbommel - Brakel. In oktober 1982 werd ook de stadsdienst in Culemborg overgenomen van Streef Tours BV.

## Opkomst van de buurtbus
Door invloed van de overheid werden busondernemingen gedwongen het beleid voor minder rendabele lijnen te herzien. Het concept van de buurtbus werd hiervoor opgezet, waarbij kleine bussen door vrijwilligers bestuurd worden. Zuidooster was samen met Westnederland de eerste vervoerder met operationele buurtbussen.

## Uitbreiding

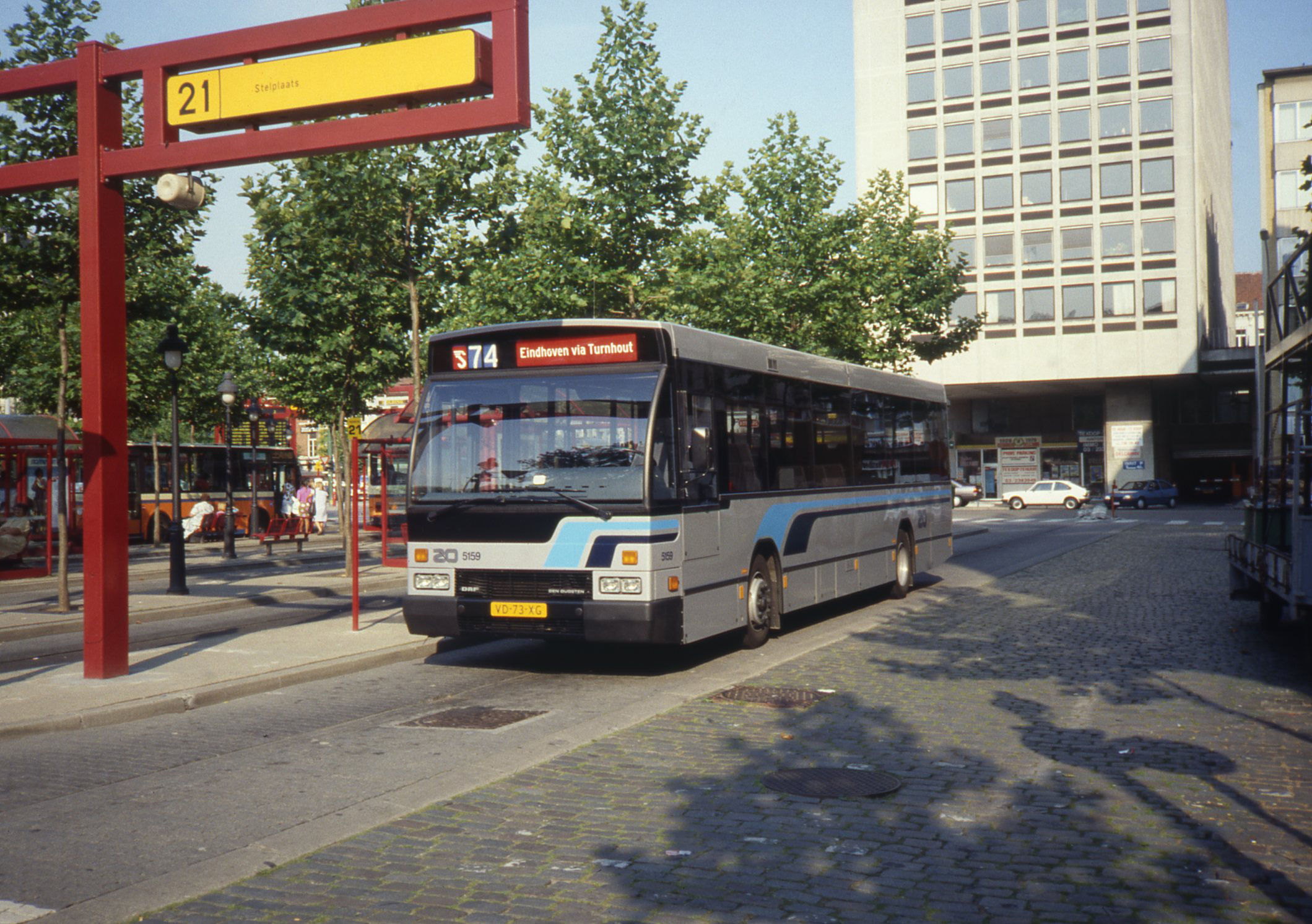
Zuidooster bus in Antwerpen

In de jaren tachtig ging de Zuidooster verder werken aan haar gebied. Nieuwe stallingen en werkplaatsen werden gebouwd in Eindhoven, Uden, Helmond en Venlo. De Zuidooster startte in samenwerking met NS ook nieuwe sneldiensten tussen plaatsen waar geen directe treinverbindingen waren. Ook werd het wagenpark vernieuwd met de nieuwe B88 bussen van DAF/Den Oudsten en later de nieuwe Den Oudsten Alliance B89-bussen waarvan ook gelede versies werden aangeschaft. Voor de stadsdiensten in Eindhoven en Venlo kwamen Hainje ST2000 bussen. In samenwerking met de Belgische NMVB werd in 1989 een snelbusdienst 74 Eindhoven - Antwerpen met enkel een stop in Turnhout opgestart. Deze busdienst werd op 1 januari 1992 opgeheven.

## Fusie met VSL tot Hermes
In 1982 werd een nieuwe NV opgericht, de NV Aandelenbezit Streekvervoer (ABS). De NS droeg alle aandelen over aan deze NV, waardoor het streekvervoer een zelfstandige tak werd. De overheid koos voor minder invloed en bezuinigingen. In 1989 werd de NV ABS gewijzigd naar NV Verenigd Streekvervoer Nederland (VSN) en in 1992 wijzigde de naam naar VSN-Groep. De VSN-Groep was van mening dat slechts een klein aantal sterke bedrijven kon overleven en gaf te kennen dat schaalvergroting gewenst was.
Om te voldoen aan de wensen van de VSN-Groep startte Zuidooster besprekingen met Verenigd Streekvervoer Limburg (VSL) te Heerlen. Op 1 januari 1995 fuseerde Zuidooster met VSL tot de nieuwe busonderneming Hermes Groep NV, aangeduid als Hermes. De nieuwe onderneming werd genoemd naar de Griekse god Hermes die de beschermheer van de wegen, reizigers en koophandelaren was. Het nieuwe hoofdkantoor zou komen in Weert. Er werd gekozen voor Weert, omdat het centraal in het nieuwe vervoergebied lag en geen historische binding had met of Zuidooster of VSL. Zuidooster reed op dat moment in het Gelderse rivierenland, de streekdiensten rond Nijmegen, in Noord-Brabant ten oosten van de lijn Eindhoven-Veghel-Uden-Oss (met stadsdiensten in Eindhoven en Helmond) en in het noorden van Limburg tot aan Venlo en Roermond. VSL reed in de resterende gebieden van Limburg met uitzondering van de stadsdienst in Maastricht, die werd verzorgd door gemeentevervoerbedrijf Stadsbus Maastricht (SBM). Het Limburgse Heuvelland ging echter per mei 1995 naar Vancom. Het gebied van de Hermes werd dus een groot vervoergebied in het zuidoosten van Nederland met uitzondering van Maastricht en Heuvelland. Vanuit Zuidooster kwamen vele standaardstreekbussen, B88- en B89 Alliance-bussen over. Zij werden voorzien van het nieuwe Hermes logo. Deze bussen werden niet overgeschilderd (alleen de schortplaten waren inmiddels blauw geworden) maar nieuwe bussen werden geleverd in de nieuwe Hermes huisstijl, wit met verticale gele en blauwe strepen.
Bij Hermes kromp het gebied langzaam maar zeker doordat bij aanbestedingen de oude vervoersgebieden naar andere vervoerders gingen. In 2007 reed Hermes nog in de regio Eindhoven en Nijmegen. In 2010 verdween Hermes ook na lange aanwezigheid uit Nijmegen nadat in 2009 de concessie voor de regio Eindhoven was gewonnen. In 2012 keerde Hermes terug in Nijmegen.

## Museumbussen

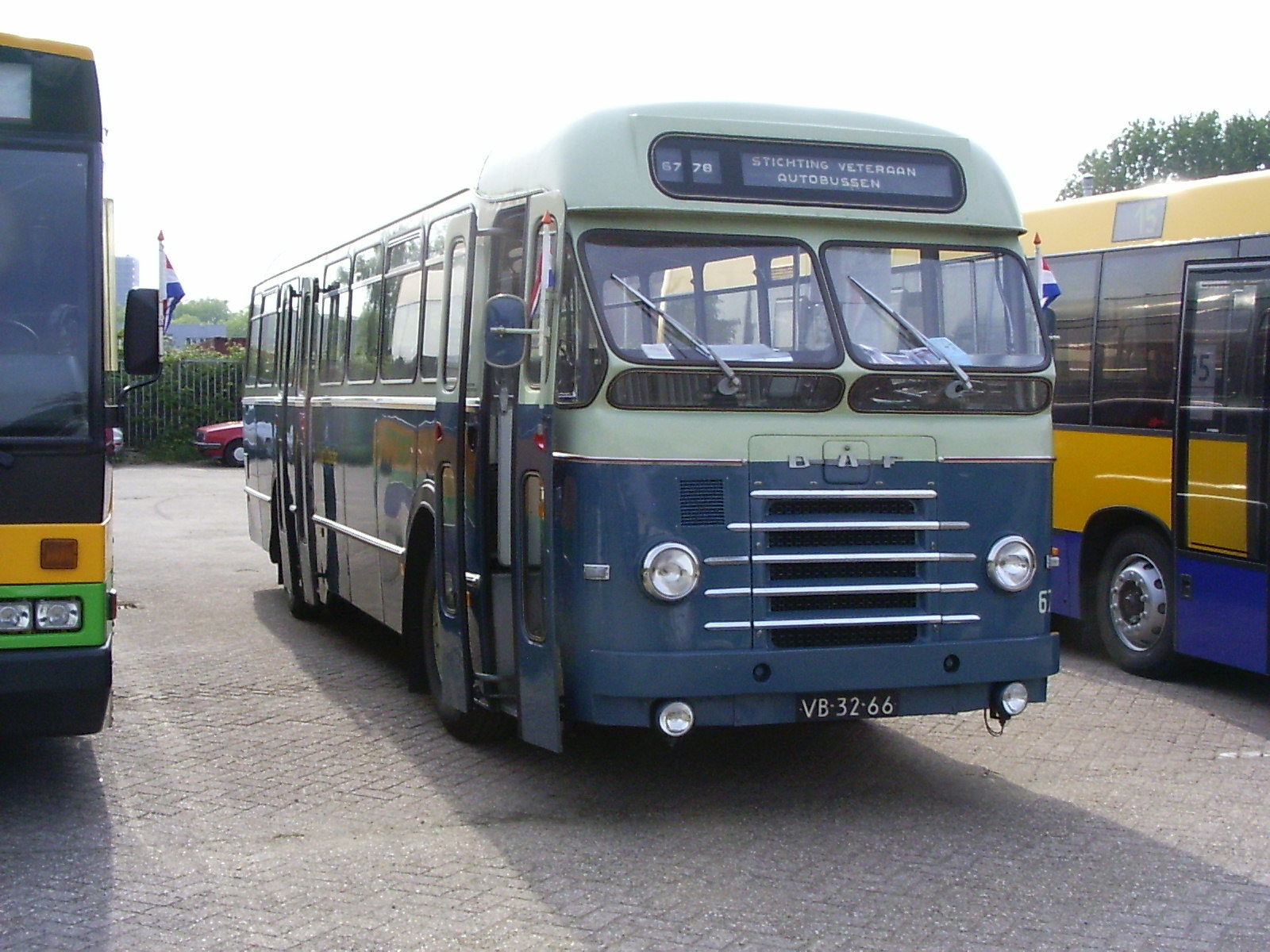
Zuidooster 6778

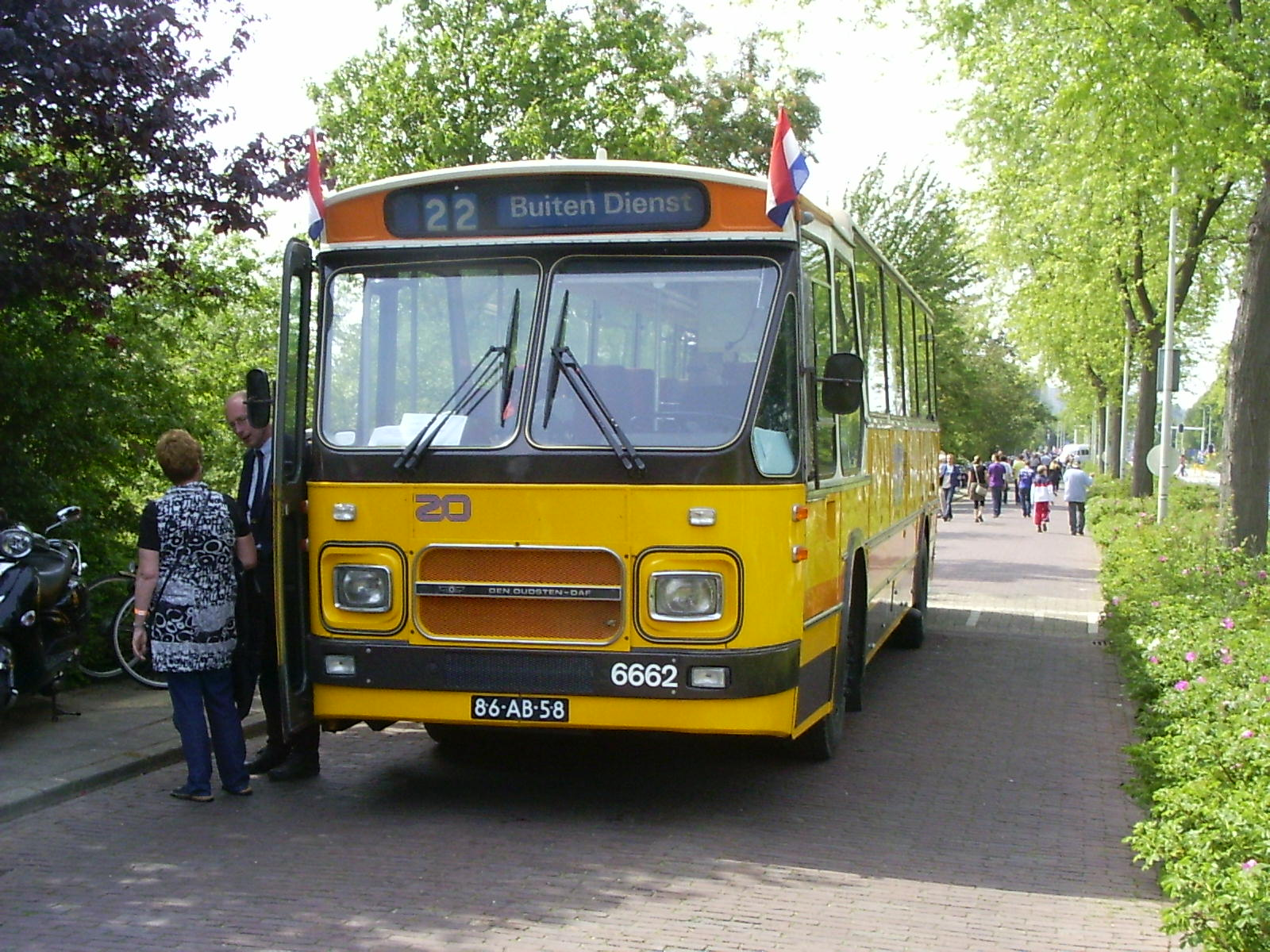
Zuidooster 6662

Een aantal voormalige Zuidooster-bussen is bewaard gebleven. In beheer bij de Stichting Veteraan Autobussen zijn vijf bussen:
- 1113 Leyland-Verheul (bouwjaar 1968)
- 5518 Leyland-Den Oudsten (1970)
- 5548 Leyland-Den Oudsten (1971)
- 6778 Daf TB-Den Oudsten (1962)
- 7675 Mercedes-Benz minibus (1979)

In het bezit van het Noordelijk Openbaar Vervoer Museum te Ouwsterhaule is een Venlose stadsbus:
- 3121 DAF-Hainje ST2000 (1988)

In bezit van het NZH-Vervoermuseum is een teruggevonden Zuidooster-bus:
- 5023 Leyland-Werkspoor (1962); zal in NZH-staat worden gerestaureerd.

Bij de Stichting Museumbus MB 200 de semi-tourbus:
- 6662 Daf - Den Oudsten (1978)[4]

Bij de Stichting Historische Autobussen zijn de volgende Zuidoosterbussen:
- 3612 DAF/Den Oudsten (1986)
- 5171 DAF/Den Oudsten B88 (1989)